# Эпидемия оспы в Исландии (1707—1708)
В 1707 году в Исландии произошла одна из самых смертоносных вспышек оспы. В результате эпидемии погибло около 12 000 исландцев — почти четверть тогдашнего населения острова.

## Исландия в 1707 году
Исландия в 1707 году была территорией Датского королевства с населением 53 681 человек, согласно переписи 1703 года. Эпидемические заболевания, такие как оспа, не распространялись на острове из-за относительно редкого населения, но частая торговля с Данией создавала уязвимость для распространения инфекционных заболеваний через Атлантический океан. Ранее оспа уже пересекала океан в 1670 году, вызвав двухлетнюю эпидемию, и с тех пор выросло новое поколение людей, не имеющих иммунитета к этой болезни.

## Эпидемия
Оспа попала в Исландию на борту корабля из Дании, когда один из пассажиров заболел и умер от этой болезни. Несмотря на то, что его похоронили в море, заражённая одежда заболевшего осталась и заразила по крайней мере ещё одного человека на борту. В конечном итоге от вспышки заболевания погибла четверть тогдашнего населения Исландии.